# Эмилиано-Сапата (муниципалитет Веракруса)
Эмилиа́но-Сапа́та (исп. Emiliano Zapata) — муниципалитет в Мексике, штат Веракрус, расположен в Столичном регионе штата. Муниципалитет назван в честь героя-революционера Эмилиано Сапаты. Административный центр — город Дос-Риос.